# Пионеры завтрашнего дня
«Пионе́ры за́втрашнего дня» (араб. رواد الغد‎; также «Пионеры будущего») — палестинская детская телепередача, транслировавшаяся с 2007 года по телеканалу Al-Aqsa TV, контролируемому исламистской группировкой ХАМАС.
Передача стала частью широкой пропагандистской кампании ХАМАС, направленной на индоктринацию детей, снижение их чувствительности к насилию и общей радикализации. Она выпускалась в стиле детского шоу с девочкой-ведущей (племянницей пресс-секретаря ХАМАС), костюмированными куклами и звонками детей. Известно не менее 26 эпизодов «Пионеров завтрашнего дня», выпущенных в 2007—2022 годах. 
Передача вызвала широкую критику за пропаганду детской аудитории антисемитизма, джихадизма и ненависти к США.

## Предыстория
Идеология исламизма начинает насаждение культа смерти с детского сада и проводит на всех этапах образования, сочетая его с пропагандой ненависти к заявленным «врагам ислама» — евреям и христианам. Религиозными деятелями, школьными учителями и даже родителями внушается, что цель жизни истинного мусульманина (согласно данной идеологии) — это якобы смерть во имя Аллаха, которая связана с убийством врагов. Культ смерти идеология исламизма внушает и палестинским девочкам: в честь шахидок организуют демонстрации, им посвящают теле- и радиопередачи.
На палестинских территориях ряд социальных, культурных и детских учреждений, финансируемых ХАМАС, стали неотъемлемыми частями его аппарата террора, занимаясь подстрекательством, радикализацией общества и вербовкой кадров, в том числе, побуждая детей стремиться умереть смертью шахида. Согласно отчёту ФБР, ХАМАС финансировал школы, индоктринировавшие детей, чтобы они становились подрывниками-смертниками. В идеальном исламистском обществе, рисуемом пропагандой ХАМАС, самый почитаемый гражданин — шахид; палестинских детей учат признавать высшую добродетель «смерти за Аллаха», что облегчает их использование в качестве террористов.
Группировка рассматривает детей как легитимный инструмент в борьбе против Израиля. Основатель боевого крыла ХАМАС Салах Шхаде заявлял в интервью, что детей нужно обучать перед совершением терактов, зачислив их в специальное подразделение боевого крыла группировки. Отмечалось, что предсмертное видеообращение террористки-смертницы Рим Рияши, возможно, было срежиссировано ХАМАС с целью использовать её теракт для радикализации палестинских детей. ХАМАС стремится приравнять в сознании палестинских родителей семейное «воспитание» к прививанию ненависти и подготовке к джихаду, а у детей снизить чувствительность к насилию и радикализовать их, что ведёт к прославлению ими насилия и участию в нём.
Считая СМИ «решающим оружием», ХАМАС печатает газеты и листовки, пользуется интернет-сайтами, телевидением и радио, контролирует мечети и даже поддерживает вокальные ансамбли — все они восхваляют ХАМАС и продвигают его идеологию. В 2006 году, незадолго до парламентских выборов в секторе Газа, подражая телеканалу «Аль-Манар» ливанской группировки «Хезболла», ХАМАС запустил собственный телеканал Al-Aqsa TV для вещания как на палестинскую, так и на мировую аудиторию. Детские передачи телеканала также распространяют идеологию группировки, включая призывы к убийству евреев; одной из них стало телешоу «Пионеры завтрашнего дня».

## Персонажи шоу

### Сараа Бархум
Сараа Бархум (араб. سرّاء برهوم‎), ведущая передачи, на момент её запуска была 10—11-летней девочкой. Её отец — профессор университета в Газе, а дядя Фавзи Бархум — пресс-секретарь ХАМАС. Её пригласили вести шоу после участия в конкурсе пения. Режиссёр шоу Хазим Аль-Шарауи заявил, что Сараа стала идеальным выбором для представления в шоу, поскольку, по его словам, «она была свидетельницей вторжений, сноса домов, дневных и ночных обстрелов». В интервью Сараа утверждала, что она и её младший брат были ранены при попадании израильского снаряда в соседний дом.
В некоторых эпизодах сериала Сараа исполняла песни. Клип с её участием о молодёжном движении группировки ХАМАС и его присутствии в школах пропагандировал идею, что «главной ценностью является смерть, а не жизнь». В августе 2007 года Сараа заявила в интервью, что хочет стать врачом, а если не получится, то шахидкой.

### Дядя Хазим
Хазим Аль-Шарауи, создатель и модератор шоу, появился в нескольких эпизодах. Выступая как дядя Фарфура (первого соведущего Сараа), он часто играл роль приверженца дисциплины, когда Фарфур вёл себя плохо. Так, в эпизоде 101 Хазим упрекал Фарфура за употребление английского языка, а в эпизоде 104 возлагал на Фарфура ответственность за мошенничество на экзамене.

### Мышонок Фарфур
Соведущий Фарфур (араб. فرفور‎), большой костюмированный персонаж, похожий на Микки Мауса, проповедовал идеи исламского превосходства, призывал детей готовиться к «освобождению» Иерусалима и Ирака и показывал, как обращаться с автоматом Калашникова и гранатами. Эпизоды с его участием учили детей ненависти к евреям.
В конце июня 2007 года в передаче показали смерть мышонка Фарфура от рук актёра, выступившего как «израильский агент» и забившего его насмерть. «Фарфур пал смертью мученика, защищая свою землю. Убийцы детей погубили его», — сказала ведущая Сараа.
Компания Walt Disney, повсеместно преследующая нарушителей её авторских прав, не предприняла никаких юридических шагов против телепередачи ХАМАС в связи с использованием своего персонажа — по предположению газеты Le Monde, из-за страха перед группировкой.

### Шмель Нахуль
В июле 2007 года на смену Фарфуру пришёл новый кукольный персонаж-агитатор — шмель (в ряде переводов — пчела) Нахуль (араб. نحول‎). Подвешенный на тросах к потолку студии, он пищал детским голосом: «Я Нахуль — двоюродный брат Фарфура, который воевал и погиб мученической смертью за ислам и Родину. Я хочу продолжить путь Фарфура, путь ислама и героев-шахидов». Нахуль обещал продолжить путь «воинов джихада» и «неумолимо мстить врагам Аллаха, убийцам пророков».
В январе 2008 года в передаче показали смерть Нахуля в связи с отказом Израиля в медицинской помощи. Девочка-ведущая сказала при этом: «Сегодня мы поздравляем, о, Нахуль, это твоя свадьба, Нахуль. Мы рассматриваем это не как твою смерть, Нахуль, а как твою свадьбу, Нахуль».
Нахуль снова появился в 2013—2014 годах в выпусках передачи, призывавших отказываться от переговоров, а также бить и убивать евреев.

### Кролик Асуд
В феврале 2008 года Нахуля сменил кролик (в ряде переводов — заяц) по имени Асуд (араб. اسود‎ — лев), скопированный с персонажа Багс Банни. Он обещал убить евреев и съесть их. Позже он заявил, что если датчане когда-нибудь нарисуют ещё одну карикатуру на пророка Мухаммеда, то он убьёт и съест датчан тоже. В феврале 2009, в своей последней передаче, смертельно раненый Асуд объяснил, что пошел в штаб-квартиру Al-Aqsa TV, услышав, что израильские силы могут разбомбить её во время операции «Литой свинец». Умирающий Асуд просил передать детям, что он умер как герой и шахид, и призвал «освободить» Тель-Авив, Яффу, Акко и Хайфу. После безуспешных попыток реанимировать Асуда, все дети в передаче сказали: «Мы пожертвуем собой ради тебя, о Палестина».

### Медведь Нассур
После мыши, шмеля и кролика, погибших в борьбе с Израилем, очередным соведущим программы стал медведь Нассур, пообещавший следовать путём своих предшественников и бороться с «сионистами». Он заявил, что приехал в сектор Газа, чтобы стать моджахедом и защищать детей Палестины (и намекает, что, возможно, прибыл из Ирана). В своем дебютном эпизоде 13 февраля 2009 года Нассур поклялся присоединиться к Бригадам «Изз ад-Дин аль-Кассам» (боевому крылу ХАМАС). Позже он заявлял о евреях: «Мы хотим вырезать их, Сараа, чтобы они были изгнаны с нашей земли… нам придется [сделать это] путём резни».

### Цыплёнок Каркур
29 марта 2013 года вышел очередной выпуск передачи, где приглашённые в студию дети обсуждали с ведущей своё желание умереть как шахиды и пели соответствующую песню. В передаче участвовал персонаж в костюме цыплёнка. 28 июля 2014 года брат погибшего в Газе Мухаммеда аль-Арира опубликовал на сайте The Electronic Intifada статью, заявлявшую, что Мухаммед играл в передаче «Пионеры завтрашнего дня» цыплёнка Каркура, с фотографией данного костюмированного персонажа. Статья умолчала о том, что покойный актёр одновременно был террористом ХАМАС и погиб во время перестрелки, а также о том, что он играл «воскресшего» шмеля Нахуля в эпизоде, призывавшем к убийству евреев.

## Эпизоды

### Сезон 1: апрель — июнь 2007
| # | Всего | Название                                     | Дата выпуска   |
| --- | ----- | -------------------------------------------- | -------------- |
| 101 | 1     | «Фарфура поймали за разговором по-английски» | 13 апреля 2007 |
| Фарфур и Сараа обсуждают с позвонившей девочкой темы шахидизма и «возвращения Аль-Аксы», а затем общаются с позвонившим мальчиком, которому Сараа объясняет, что «в тот день, когда ислам будет править миром, наступит справедливость, любовь и мир, и все люди будут любить друг друга. Такова история». Затем она обсуждает цели поста, молитвы, чтения Корана, а также классического арабского языка и общения на нём. Позже в этом эпизоде дядя Хазим ловит Фарфура на разговоре по-английски и отчитывает его. Сараа объясняет Фарфуру, что он должен гордиться своим арабским языком и что исламская культура является доминирующей силой в мире. Фарфур сообщает ведущей о своем намерении «[установить] краеугольный камень мирового лидерства под исламским руководством» с «нашими любимыми детьми», и Сараа отвечает, что шоу послужит «ядром» для «воссоединения» Газы, Иерусалима и Рамаллы в «единую Палестину». Фарфур также рассказывает о важности молитвы. Позже он заявляет: «Да, мы, завтрашние пионеры, вернём этой нации её славу, и мы освободим Аль-Аксу, иншааллах, и мы освободим Ирак, иншааллах, и мы освободим мусульманские страны, куда вторглись убийцы». Дядя Хазим говорит об убийствах детей, ссылаясь на вчерашние новости. Сараа признаёт, что видела их, и была очень тронута. Дядя Хазим продолжает: «Они делают это в Ираке, Афганистане и Палестине, а недавно они делали это в Ливане». |       |                                              |                |
| 102 | 2     | «Фарфур против Буша, Ольмерта и Кондолизы»   | 20 апреля 2007 |
| Фарфур негативно реагирует на песню, исполняемую позвонившей девочкой по имени Эсраа, когда та использует в своей песне слово «сдаться». Сараа объясняет, что они не хотят сдаваться, они хотят победить. Фарфур соглашается, заявляя: «Мы победим, Буш! Мы победим, Шарон! А, Шарон мёртв. Мы победим, Мофаз! Мофаз ушёл. Мы победим, Ольмерт! Мы победим! Мы победим, Кондолиза!». |       |                                              |                |
| 103 | 3     | «Фарфур и АК-47»                             | 27 апреля 2007 |
| Позвонившая девочка Харва исполняет песню об «ответе» АК-47 на пение города Рафах (расположенного в секторе Газа), а Фарфур разыгрывает песню в пантомиме. Позже другой позвонивший ребёнок, Мухаммед, поёт: «О, Иерусалим, пришло время смерти». Ведущая объясняет Фарфуру, что нужно стремиться выучить наизусть весь Коран: «Поскольку мы хотим возглавить мир, [поэтому] мы хотим выучить наизусть [весь] Коран». |       |                                              |                |
| 104 | 4     | «Фарфур попался на жульничестве»             | 11 мая 2007    |
| Фарфур готовится к годовой контрольной и сдаёт её, жульничая и используя шпаргалку. Дядя Хазим спрашивает его о причине проступка. Фарфур оправдывается: «Потому что евреи разрушили мой дом, и мои книги и записи остались под завалами». Вскоре он узнаёт, что мошенничество запрещено, а контрольная провалена. Дядя Хазим спрашивает: «Разве ты не хочешь быть как Аль-Хорезми, Ар-Рази и Ибн Сина?» Фарфур признаёт, что он «хотел бы быть [основателем „Братьев-мусульман“] Хасаном аль Банной, [лидером ХАМАСа] Рантиси и [основателем ХАМАСа] Ахмедом Ясином». Дядя Хазим предполагает, что «мы хотим быть учёными или Джабиром ибн Хайаном». В ответ он говорит зрителям: «Я призываю всех детей читать больше и больше, чтобы подготовиться к экзаменам, потому что евреи не хотят, чтобы мы учились». Затем дядя Хазим объясняет аудитории, что ислам обеспечил миру безопасность, говоря: «Спросите историю и спросите евреев, жили ли они когда-либо в период лучше, чем при исламе. И спросите христиан, как обеспечивалась их безопасность в церквях и монастырях. Помните Андалус?» |       |                                              |                |
| 105 | 5     | «Фарфур и еврей»                             | 22 июня 2007   |
| Дедушка Фарфура «объясняет» Фарфуру историю. Он учит его, что «Тель-Авив — это еврейское название земли, ранее называвшейся Тель-ар-Раби», а евреи «переименовали её после оккупации в 1948 году». Дедушка дает Фарфуру ключ и документы на землю, а затем умирает. Фарфур восклицает: «Дедушка оказал мне столь великое доверие, но я не знаю, как освободить эту землю от грязи преступников-грабителей евреев, убивших моего дедушку и всех остальных». Затем Фарфура приводят на допрос, где актёр, изображающий из себя израильского агента, пытается купить землю Фарфура, и, получив отказ, избивает его до смерти. Ведущая Сараа объявляет: «Да, наши дети-друзья, мы потеряли нашего самого дорогого друга Фарфура. Фарфур превратился в шахида, защищая свою землю. Он стал шахидом от рук преступников и убийц, убийц невинных детей». Следует звонок 3-летней девочки, заявившей, что не любит евреев, «потому что они собаки», к чему ведущая добавляет: «евреи — преступники и враги». |       |                                              |                |

### Сезон 2: июль 2007 — февраль 2008
| # | Всего | Название                                 | Дата выпуска    |
| --- | ----- | ---------------------------------------- | --------------- |
| 201 | 6     | «Сараа и хадис»                          | 6 июля 2007     |
| Позвонивший на передачу Шахад делится цитатой из хадиса: «Пророк сказал: Не настанет Час этот, пока вы не сразитесь с иудеями, и пока камень, за которым будет находиться иудей, не скажет: „О мусульманин, за мной (скрывается) иудей, убей же его!“». |       |                                          |                 |
| 202 | 7     | «Нахуль спускается»                      | 13 июля 2007    |
| В студии появляется шмель Нахуль, двоюродный брат мышонка Фарфура, умершего от рук евреев. Он клянётся продолжать путь Фарфура, «путь ислама, героизма, шахидизма и моджахедов». Он также объявляет о своём намерении «освободить» мечеть Аль-Акса от «нечистоты врагов Аллаха» и о том, что он с друзьями готов «умереть за это». |       |                                          |                 |
| 203 | 8     | «Обличительная речь Нахуля»              | 20 июля 2007    |
| Нахуль читает аудитории лекцию о том, что «мы освободим Аль-Аксу от грязи евреев-преступников». Позвонивший на студию Сабах делится своим желанием стать журналистом, и Нахуль просит его «фотографировать евреев, когда они убивают Фарфура и маленьких детей». Позже звонит Изз ад-Дин из Рамаллы, и Нахуль предлагает «пойти на джихад, когда вырастем». |       |                                          |                 |
| 204 | 9     | «Большой выходной Нахуля»                | 10 августа 2007 |
| Нахуль жалуется, что «Аль-Акса находится в плену», и добавляет: «Мы должны восстать, чтобы отомстить евреям-преступникам, сионистам-оккупантам. Мы должны освободить Аль-Аксу». На вопрос ведущей, как это сделать, Нахуль поясняет: «Через утренние молитвы, кровь, жертвы и боль, через шахидов и терпение». Затем Сараа предлагает проверить, чем Нахуль занимался в последнее время, после чего показывается посещение им зоопарка Газы, где Нахуль таскает кошку за хвост и кидает камнями в льва, находящегося в клетке. Сараа напоминает ему хадис, в котором «женщина попала в ад, потому что заперла кошку, не кормя её и не позволяя ей питаться», и предостерегает Нахуля от аналогичной участи. |       |                                          |                 |
| 205 | 10    | «Нахуль и Сараа — феерия Курбан-байрама» | 21 декабря 2007 |
| Наступает Курбан-байрам, и Сараа специально исполняет для зрителей и журналиста Al-Aqsa TV версию песни, первоначально исполнявшейся в эпизоде 103, об «освобождении [Палестины] от Тверии до Иннабы». Ведущую поддерживает мужской хор на бэк-вокале. Сараа поёт, что «мы освободили Газу силой, а не благодаря Осло или Табе… Рафах поёт, и „Калашников“ отвечает». Песня заканчивается словами: «О, Газа, первый камень интифады, где мы праздновали нашу победу — поднимай парус для моряков, твой маяк освещает море крови». Сараа выходит к Нахулю, стоящему снаружи, и спрашивает его, хочет ли он передать поздравления, но шмель восклицает: «Должен ли я передавать поздравления своему брату, павшему мучеником в Первой интифаде, от рук сионистских евреев? Моему второму брату, павшему мучеником во Второй интифаде? Моей тёте, ставшей мученицей из-за блокады, или её сиротам? Моей матери, страдающей от диабета, или моему отцу, страдающему от гепатита С? Кому мне передавать поздравления, Сараа? Ты сыплешь соль на мои раны». |       |                                          |                 |
| 206 | 11    | «Появление Асуда»                        | 1 февраля 2008  |
| Нахуль смертельно болен. Его родители не смогли отвезти его в Египет на операцию. Они плачут, что «все дети Палестины умирают без лечения». После смерти Нахуля зрители знакомятся с его братом, кроликом по имени Асуд. Когда Асуд спрашивает, где Нахуль, родители сначала делают вид, что он ушёл на прогулку и скоро вернётся, но затем наконец говорят Асуду, что «твой брат Нахуль умер мученической смертью». Асуд убит горем и решает пойти по пути Нахуля так же, как Нахуль пошёл по пути Фарфура. Отправляясь в штаб-квартиру Al-Aqsa TV, Асуд заявляет зрителям: «Я из диаспоры и несу с собой Ключ Возвращения. Иншааллах, мы воспользуемся этим ключом, чтобы освободить нашу Аль-Аксу». Сараа приветствует Асуда и объясняет зрителям, что теперь он будет новым соведущим. Асуд спрашивает ведущую: «Мы все ищем мученичества, не так ли, Сараа?», и та отвечает: «Конечно, да. Мы все готовы пожертвовать собой ради нашей Родины. Мы пожертвуем своими душами и всем, что у нас есть, ради Родины». Асуд провозглашает: «Мы освободим Аль-Аксу от грязи этих сионистов», и объявляет зрителей «солдатами „Пионеров завтрашнего дня“». Шоу заканчивается заявлением Асуда: «Я, Асуд, избавлюсь от евреев, иншааллах, и я съем их, иншааллах, верно?», на что Сараа отвечает: «Иншааллах». |       |                                          |                 |

### Сезон 3: февраль 2008 — январь 2009
| # | Всего | Название                  | Дата выпуска    |
| --- | ----- | ------------------------- | --------------- |
| 301 | 12    | «История Асуда»           | 8 февраля 2008  |
| Кролик Асуд заявляет, что проник из Египта во время прорыва границы. Он и Сараа обсуждают «освобождение» Тель-Авива, который, по их словам, изначально назывался «Тель-Рабия». Шоу завершается песней со словами: «Мы никогда не признаем Израиль» и призывом «освободить нашу Родину от сионистской грязи». |       |                           |                 |
| 302 | 13    | «Асуд против Дании»       | 15 февраля 2008 |
| Асуд критикует датских карикатуристов за переизданные карикатуры на Мухаммеда. Он и Сараа обсуждают ситуацию с позвонившей девочкой Амани. Они предупреждают карикатуристов, что «Аллах отплатит им за насмешки». Асуд спрашивает: «Вы бойкотируете израильские и датские продукты?». Сараа учит Амани бойкотировать и те, и другие. Асуд обещает, что если датчане когда-нибудь нарисуют ещё одну карикатуру на Мухаммеда, то «мы их убьём, клянусь Аллахом», и добавляет, что съест их. |       |                           |                 |
| 303 | 14    | «Урок истории Асуда»      | 9 мая 2008      |
| Асуд навещает своего выжившего дедушку (первый дедушка умер в серии 105), и тот делится своим видением истории. В ответ на вопросы Асуда о том, где первоначально жила их семья, дедушка сообщает, что они жили в «Тель-ар-Раби». Асуд отвечает, что такого места нет, и спрашивает, «не состарился ли ты?». Дедушка злится и восклицает: «Моя голова всё ещё работает нормально. Вы меня пытаетесь запутать? Я ещё не маразматик. У меня есть документы и доказательства». Он заявляет, что «сионисты и евреи» гебраизировали название города и что «на протяжении поколений на земле Палестины, рядом с Яффо, это был Тель-ар-Раби… со времён британцев и даже раньше». В качестве доказательства дедушка Асуда предлагает бумаги и документы на земли, поля, деревья и дома и утверждает: «я даже могу показать вам ключ». Дедушка заявляет о подделке евреями названия города «Тель-Авив» и других городов. Он заключает, что «это всё ложь, это всё вымышленные имена». Асуд извиняется: «это не наша вина. Это вина школьной программы».                                                   |       |                           |                 |
| 304 | 15    | «Асуд ворует»             | 11 июля 2008    |
| Асуд испытывает искушение украсть одну или две купюры из «заначки» своего отца, но его мучает совесть. Затем является Шайтан и обещает Асуду: «никто тебя не увидит и не узнает об этом». Асуд уступает и берёт две купюры, несмотря на рекомендацию Шайтана взять три. Затем позвонивший гость передачи упрекает Асуда в краже, объясняя, что его действия «вызвали проблемы между [его] родителями», добавляя, что «воровство ведёт в ад», а затем цитирует слова Мухаммеда из Корана, что «если бы моя дочь Фатима украла, я бы отрубил ей руку». Асуду говорят: «Если бы ты сейчас был в Саудовской Аравии, тебе бы отрубили руку». Сараа делает записи и обсуждает наказание Асуда с позвонившими детьми (Асмаа и Нур), которые из уважения к Корану соглашаются, что Асуду следует отрубить руку. Асуд умоляет о пощаде. В итоге Нур соглашается, что если Асуд раскаялся и обещает никогда больше так не поступать, то руку можно не отрубать. Сараа предлагает в качестве компромисса: «Если мы не отрубим ему руку, возможно, нам стоит отрезать ему ухо». Асуд снова умоляет о пощаде. |       |                           |                 |
| 305 | 16    | «Асуд становится шахидом» | 2 января 2009   |
| Асуд тяжело ранен при израильской бомбардировке во время операции «Литой свинец». Умирая в больнице от полученных травм, Асуд просит передать детям, что умер как герой и шахид, и призывает «освободить» Тель-Авив, Яффу, Акко и Хайфу. В конце передачи дети говорят: «Мы пожертвуем собой ради тебя, о Палестина». |       |                           |                 |

### Сезон 4: февраль — октябрь 2009
| # | Всего | Название                         | Дата выпуска     |
| --- | ----- | -------------------------------- | ---------------- |
| 401 | 17    | «Нассур приезжает в сектор Газа» | 13 февраля 2009  |
| Нассур прибывает в сектор Газа, чтобы стать новым соведущим передачи. В своём дебютном эпизоде Нассур обещает следовать путём своих предшественников и бороться с «сионистами». Медведь также собирается стать моджахедом, вступить в ряды террористической организации «Бригады Изз-ад-дин аль-Кассам» (боевого крыла ХАМАС) и «носить оружие» для «защиты детей Палестины». |       |                                  |                  |
| 402 | 18    | «Сараа поёт»                     | 20 марта 2009    |
| В центре эпизода музыкальный клип, в котором участвует ведущая передачи — Сараа Бархум. В этом видео Сараа поёт о молодёжном движении группировки ХАМАС, его присутствии в школах, и о разделении между Израилем и Палестиной. В видео также представлены кадры, на которых дети бросают дротики, похожие на ракеты, в Звезду Давида и поют, что «смерть — это честь и победа». |       |                                  |                  |
| 403 | 19    | «Нассур и дети Рим Рияши»        | 3 июля 2009      |
| Нассур и Сараа, пригласив в студию двух детей палестинской террористки-смертницы Рим Рияши, называемой в передаче «шахидой», показывают им музыкальный видеоклип, имитирующий совершение их матерью теракта-самоубийства. В клипе актриса, играющая Рияши, подготавливает бомбу перед маленькой актрисой, изображающей её дочь. Та следует за матерью и поёт: «Мама, что ты несёшь на руках вместо меня? Игрушку или подарок для меня?». Мать не отвечает, и вскоре выходит из дома, а дочь поёт: «Возвращайся быстрее, мамочка». Затем дочь-актриса смотрит по телевидению репортаж о теракте, и поёт своей мёртвой матери: «Вместо меня ты несла в руках бомбу. Только теперь я понимаю, что было дороже нас». Затем показываются крупным планом лица детей Рияши в студии, и камера возвращается к видео, показывающему их мать с израильскими солдатами. Происходит взрыв. Девочка на видео, держа в руке взрывчатку, поёт: «Я иду по стопам мамы». Камера возвращается в студию. Ведущая говорит «Мы заявляем оккупанту, что продолжим идти по стопам шахиды и воительницы джихада Рим Рияши, пока не освободим нашу родину из твоих рук, узурпатор». |       |                                  |                  |
| 404 | 20    | «Нассур и изгнание евреев»       | 22 сентября 2009 |
| Сараа и Нассур обсуждают, как поступить с евреями. Нассур заявляет: «Не будет ни евреев, ни сионистов, иншааллах. Они будут стёрты». Сараа: «Изгнаны». Нассур: «И так же, как мы посетим Каабу [в Мекке]… все посетят Иерусалим». Затем 7-летний палестинский ребёнок по телефону рассказывает, как его отец, член «Бригад Изз-ад-дин аль-Кассам» (боевого крыла ХАМАС), «умер как шахид». Нассур спрашивает: «Что ты хочешь сделать с евреями, застрелившими твоего отца?». Ребенок отвечает: «Я хочу их убить». Сараа: «Мы не хотим ничего с ними делать, просто изгнать их с нашей земли». Нассур: «Мы хотим убивать их, чтобы они были изгнаны с нашей земли, верно?». Сараа: «Да. Верно. Мы изгоним их с нашей земли, используя все средства». Нассур: «А если они не захотят [уйти] мирно, по уговору, нам придётся [сделать это] путём резни». |       |                                  |                  |
| 405 | 21    | «Сараа и язык врага»             | 16 октября 2009  |
| Нассур раскрывает своё знание иврита. Сараа обсуждает преимущества изучения иврита и английского языка, и заявляет: «мы хотим знать язык наших врагов». |       |                                  |                  |

### Последующие эпизоды
| # | Всего | Название                                                            | Дата выпуска   |
| --- | ----- | ------------------------------------------------------------------- | -------------- |
| TBA | TBA   | «Маленькие внучки Умм Нидаль Фархат хотят следовать её примеру»     | 29 марта 2013  |
| Девочки-ведущие берут интервью у маленьких внучек и внука активистки ХАМАС Умм Нидаль Фархат (матери четырёх убитых террористов). Одна из внучек, Иман, рассказывает, что её покойный отец делал ракеты, и ведущая уточняет, что это были ракеты «Кассам». Ведущая спрашивает, одобряла ли бабушка деятельность своего сына, на что Иман отвечает: «Да, конечно». Ведущая спрашивает, гордится ли та своей бабушкой и отцом-шахидом, и хочет ли идти по их стопам; на все эти вопросы Иман также отвечает «Да». Ещё одна внучка Умм Нидаль заявляет: «Я призываю всех мусульманских матерей, дочерей и сестер – мечеть Аль-Акса ожидает, что мы будем следующим поколением, марширующим к ней. Не жалейте для нас командиров, солдат и любителей мученичества. <…> Матери посылают своих сыновей к победе или в рай, иншааллах». Затем дети поют хором песню о джихаде и «взрывчатке славы», после чего персонаж в костюме цыплёнка приглашает поаплодировать. Девочки-ведущие призывают к пожертвованию жизней ради Аллаха и «освобождения Палестины», заявляя, что никакая цена не является слишком высокой для достижения этой цели. |       |                                                                     |                |
| TBA | TBA   | «Нахуль объясняет, что такое переговоры»                            | 29 ноября 2013 |
| Ведущая учит Нахуля значению слова «переговоры». Согласно её объяснению, оно означает, «что мы и сионисты станем друзьями», и что «мы должны простить им кровь всех шахидов», на что он отвечает: «Никогда!». Нахулю продолжают объяснять, что при переговорах «мы получим половину Иерусалима, а они — вторую половину — это если они согласятся», на что он отвечает: «Рим, ты хочешь сказать, что еврей будет молиться рядом со мной? Невозможно!». Девочка продолжает объяснять от чужого лица: «Переговоры означают, что мы будем арестовывать, пытать и убивать моджахедов», и добавляет: «Это означает, что 90 процентов Палестины, нашей земли, отойдут евреям», на что Нахуль повторяет, что это невозможно. На вопрос ведущей «ты с ними или с сопротивлением?» Нахуль отвечает, что он с «пиф-паф», но будет делать это не один, а вместе с «сопротивлением». |       |                                                                     |                |
| TBA | TBA   | «Призывы к убийству евреев»                                         | 2 мая 2014     |
| Шмель Нахуль учит детей тому, что, если они встретят евреев, их нужно бить так, чтобы их лицо «покраснело как помидор». Ещё лучше, по мнению Нахуля, бросать в евреев камни. Маленькой девочке, захотевшей работать в полиции, как её дядя, ведущая говорит, что её дядя не только ловит воров и хулиганов, но и убивает евреев. «Хочешь быть как твой дядя?», — спрашивает девочка-ведущая. «Да, я хочу убивать евреев» — отвечает та. «Всех евреев? — Всех. — Хорошо». |       |                                                                     |                |
| TBA | TBA   | «Я куплю патрон»                                                    | 16 мая 2014    |
| В передаче с участием шмеля Нахуля маленькая девочка с нарисованным на щеке флагом Палестины читает в память об изгнании и бегстве палестинских арабов в 1948 году («Накбе») стихотворение о желании купить любой ценой оружейный патрон. |       |                                                                     |                |
| TBA | TBA   | «Евреи-преступники замышляют заменить аль-Аксу своим ложным храмом» | 15 июля 2022   |
| Мужчина в костюме аниматора рассказывает детям об Иерусалиме и мечети аль-Акса. Девочка говорит, что евреям нельзя позволить разрушить аль-Аксу. Мальчик говорит, что если мусульмане будут придерживаться законов шариата, то Палестина обязательно будет «освобождена». Мужчина добавляет, что мусульмане также должны вести джихад; мальчик отвечает, что джихад ради Аллаха – это «вершина Ислама». Костюмированный мужчина также заявляет, что у «евреев-преступников» есть заговор, поясняя: «Они роют туннели под мечетью аль-Акса, чтобы… Я забыл, что они хотят построить?… Они хотят заменить Купол Скалы на хра… хра… Как он называется?». Мальчик отвечает, что евреи хотят построить «лжехрам Соломона», но этого никогда не произойдет, пока палестинцы будут «защищать» Иерусалим. Мальчик заявляет, что палестинцы будут сражаться до последней капли крови. Мужчина соглашается и хвалит шахидов, раненых, пленных и изгнанников, принесших жертвы «ради защиты аль-Аксы». |       |                                                                     |                |

## Оценки
Онлайн-журнал Flavorwire поместил «Пионеров завтрашнего дня» в обзор «Самые жуткие детские телешоу в мире», назвав передачу «кощунством по отношению к современной технологии съёмки». Сайт кинообзоров Film Threat назвал шоу «непрерывной атакой на хороший вкус и интеллект».
Отмечалось негативное влияние шоу на детей-мусульман по всему миру и особенно на подрастающее поколение палестинских детей, воспитываемых такими материалами в духе антисемитизма, джихадизма, непримиримости и стремления сделать из себя жертву. Информационный центр изучения терроризма имени Меира Амита охарактеризовал передачу как «промывание мозгов» со стороны ХАМАС, отметив, что это лишь одна из сторон комплексной политики группировки по религиозно-политической индоктринации детей. Крупнейшие организации США по борьбе с антисемитизмом, Антидиффамационная лига и Центр Симона Визенталя, отметили разжигание передачей ненависти к евреям и к западному миру, а также её подстрекательство к насилию.
Дочь Уолта Диснея, создателя Микки Мауса, Диана Дисней Миллер, назвала ХАМАС «чистым злом», добавив: «дело не только в Микки, а в подобной индоктринации детей, обучении их тому, чтобы быть злыми».
Мустафа Баргути, министр информации Палестинской автономии, заявил, что передача продемонстрировала «неверный подход к борьбе палестинцев против израильской оккупации». Телеканал, однако, проигнорировал его требование закрыть программу.
В 2010 году, в связи с подстрекательской деятельностью Al-Aqsa TV, освещавшейся рядом НКО, включая MEMRI и Palestinian Media Watch, телеканал был запрещён в США как «основное СМИ ХАМАС, транслирующее программы и музыкальные клипы, предназначенные для вербовки детей, которые, достигнув взрослого возраста, станут вооружёнными боевиками ХАМАС и террористами-смертниками». В том же году, следуя рекомендации Европейской комиссии, телеканал был также запрещён во Франции.

### Комментарии
1. ↑  ХАМАС признан террористической организацией в ЕС, Австралии, Аргентине, Великобритании, Израиле, Канаде, Новой Зеландии, Парагвае, США и Японии. Его деятельность также запрещена в Иордании.